# مسیه ۳۶

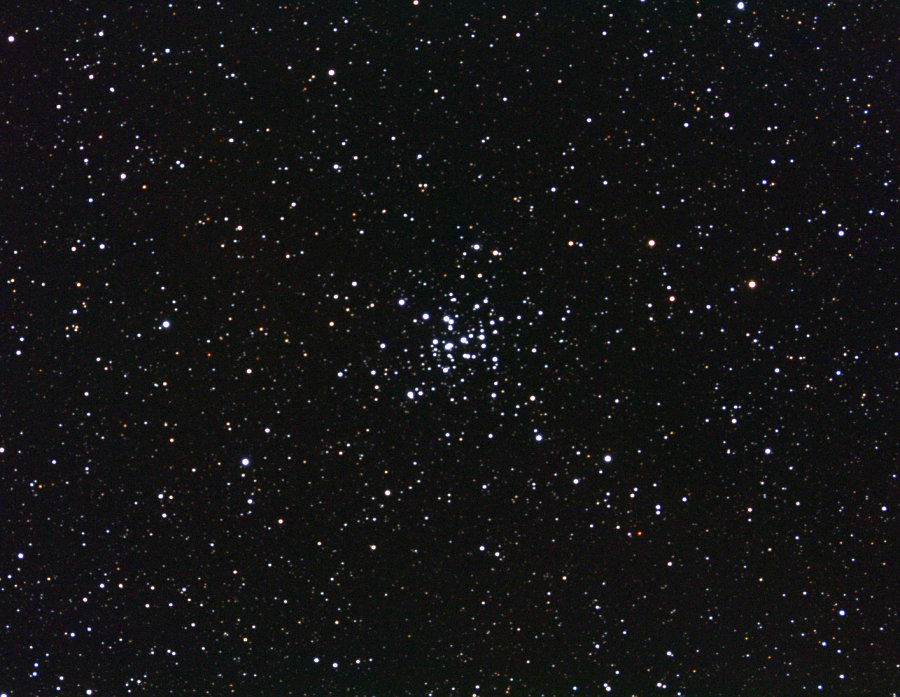
مسیه ۳۶

مسیه ۳۶(به انگلیسی: Messier 36) یا ان‌جی‌سی ۱۹۶۰ یک خوشه ستاره‌ای خوشه ستاره‌ای باز در صورت فلکی ارابه‌ران است که فاصله آن از زمین چهار هزار و صد سال نوری و قدر ظاهری آن ۶٫۵ است.